# Barney und seine Freunde
Barney und seine Freunde (Originaltitel: Barney & Friends) ist eine US-amerikanische Fernsehserie für Kinder im Vorschulalter, die 1992 erstmals gesendet wurde. Barney ist ein lilafarbener Dinosaurier, der gemeinsam mit anderen Plüsch-Sauriern und (realen) Kindern mit Liedern und einer optimistischen Grundhaltung tanzend und singend Lerninhalte vermitteln soll.

## Handlung

### Eröffnungssequenz
Die Folgen beginnen mit der Titelmelodie (mit Ausschnitten aus verschiedenen Folgen) und der Titelkarte, bevor es in die Schule (in den Staffeln 1–6) oder in den Park (in den Staffeln 7–14) geht. Die Kinder werden bei einer Aktivität gezeigt, die manchmal mit dem Thema der Folge zu tun hat. Schließlich erwecken sie Barney von einer Stoffpuppe zum Leben und verwandeln ihn in den „echten“ Barney, wie er in der Fantasie der Kinder erscheint. Ab Staffel 9 wird Barneys Verwandlung in einem Clip am Ende des Titelliedes gezeigt.

### Hauptsequenz
Hier findet die Haupthandlung der Episode statt. Barney und die Kinder lernen etwas über das Hauptthema der Folge, wobei Baby Bop, BJ oder Riff während der Folge auftauchen und viele Lieder zum Thema der Folge gesungen werden. Die Rollen von Baby Bop, BJ und Riff werden in den folgenden Staffeln größer, und in späteren Episoden geht es über die Schule hinaus zu anderen Orten in der Nachbarschaft und in Staffel 13 in andere Länder auf der ganzen Welt.

### Schlusssequenz
Barney schließt mit dem Lied „Ich mag dich, du magst mich“ ab, dann verabschieden sich die Kinder von ihm und gehen. Barney löst sich wieder in seine ursprüngliche ausgestopfte Form auf und zwinkert dem Publikum zu. Die erste Geschichte in den Episoden der Staffeln 10–11 endet damit, dass die Figuren stattdessen „A Friend Like You“ singen und Barney am Leben bleibt.
Die Sequenz geht über in „Barney sagt“ (nur in den Staffeln 1–8 und 12), wo Barney aus dem Off erzählt, was er und seine Freunde an diesem Tag getan haben, zusammen mit Schnappschüssen aus der Episode. In den Staffeln 1 und 2 beendet Barney das Segment mit den Worten „I love you!“, bevor der Abspann läuft. In den Staffeln 3–8 und 12 endet das Segment mit einem voraufgezeichneten Clip, in dem Barney sagt: „And remember, I love you!“ und zum Abschied winkt.

## Synchronisation
Die Synchronisation wurde für die Staffeln 1–3 von der FFS Film- & Fernseh-Synchron GmbH in München und Staffel 7–8 von der Deutsche Synchron Filmgesellschaft mbH & Co. Karlheinz Brunnemann Produktions KG in Berlin.
| Rolle            | Schauspieler                  | Originalsprecher     | Deutscher Sprecher                     |
| ---------------- | ----------------------------- | -------------------- | -------------------------------------- |
| Barney           |                               | Bob West 1988–2000   | Kai Taschner (Staffel 1–3)             |
| Barney           |                               | Dean Wendt 2001–2010 | Peter Reinhardt (Staffel 7–8)          |
| B.J.             |                               | Patty Wirtz          | Christian Weygand (Staffel 1–3)        |
| B.J.             | Cathlen Gawlich (Staffel 7–8) | Patty Wirtz          |                                        |
| Baby Bop         |                               | Julie Johnson        | Stefanie von Lerchenfeld (Staffel 1–3) |
| Baby Bop         | Sabine Manke (Staffel 7–8)    | Julie Johnson        |                                        |
| Riff             |                               | Michaela Dietz       | –                                      |
| Daniel           | Jeffrey Hood                  | Jeffrey Hood         | Robert Schmalz                         |
| Gianna           | Selena Gomez                  | Selena Gomez         | Jodie Blank (Staffel 7–8)              |
| Mail Carrier Mel | Craig Boarini                 | Craig Boarini        | Andreas Hosang (Staffel 7–8)           |
| Mr. Boyd         | Robert Sweatmon               | Robert Sweatmon      | Reinhard Kuhnert (Staffel 7–8)         |
| Whitney          | Kayla S. Levels               | Kayla S. Levels      | Chantal Preissler (Staffel 7–8)        |

## Trivia
In der Simpsons-Folge In den Fängen einer Sekte ist eine Parodie auf Barney zu sehen. Die Simpsons sind in dieser Episode Anhänger einer obskuren Sekte. Im Zusammenhang mit der Indoktrination der ihr Angehörigen Jünger ist im Fernsehen Barney zu sehen, der einigen Kindern ein Lied mit dem Text „Wir lieben ihn, er liebt uns, er ist unser Anführer Hunzelpunz“ vorsingt.
In der Beavis and Butt-Head Episode Tornado wird die Sendung parodiert, indem eine Barney ähnliche Figur während des Backens singt und dabei Feuer fängt.
Die US-amerikanischen Schauspielerinnen und Sängerinnen Demi Lovato (als Angela) und Selena Gomez (als Gianna) starteten ihre Karrieren 2004 in der Sendung.
Während des Irakkrieges wurde der Titelsong der Serie zu Folterzwecken (Weiße Folter) eingesetzt.